# Kralježnjaci
Kralježnjaci (lat. Vertebrata), često nazvani i lubanjci (Craniota ili Craniata) su poddivizija odnosno potkoljeno svitkovaca (Chordata) i obuhvaća razrede kružnoustih, riba hrskavičnjača i koštunjača, vodozemaca, gmazova, ptica i sisavaca, ukupno oko 54.000 vrsta.
Ovisno o znanstvenom određenju autora, u izvorima se pojavljuju dva smjera određivanja ove skupine životinja. Jedan pravac obuhvaća bezlubanjce + besčeljuste + čeljusnike, dok drugi obuhvaća besčeljuste + čeljusnike, ali ne obuhvaća razred sljepulja (Myxinoida). Radi velike rasprostranjenosti i poznatosti pojma ovdje će se za takson besčeljustih + čeljusnika koristiti izraz kralježnjaci. Za buduće radove, zbog svoje jednoznačnosti, trebalo bi dati prednost nazivu lubanjci. 
- Najveći kralježnjak na Zemlji je plavi kit (Balaenoptera musculus) koji može doseći dužinu čak do 33 m i težinu do 200 t.
- Od 2005. riba Paedocypris progenetica smatra se najmanjim kralježnjakom (dužina 7,9 mm (ženke) odnosno 10 mm (mužjaci) na Zemlji.

## Podrijetlo
Kralježnjaci su nastali prije oko 525 milijuna godina tijekom Kambrijske eksplozije, događaja kada je ogroman broj raznih organizama nastanjivao Zemlju. Vjeruje se da je prvi poznati kralježnjak bila Myllokunmingia. Molekularna analiza tijekom 1999. je pokazala da su sljepulje najsrodnije paklarama, i time su kralježnjaci. Drugi ih smatraju sestrinskom grupom kralježnjaka i svrstavaju ih u takson Craniata. Jedan drugi rani kralježnjak bio je Haikouichthys ercaicunensis. Svima ovima je nedostajala čeljust.
Prvi kralježnjaci s čeljustima su se pojavili u ordoviciju i postali česti u devonu, vremenu često zvanom "Doba riba".
Dvije grupe koštunjavih riba, Actinopterygii i Sarcopterygii, su evoluirale i postale česte. Tijekom razdoblja devona su izumrle skoro sve besčeljouste ribe, osim sljepulja i paklara, ali su nastala i bića koja su bila na prelazu između riba i vodozemaca. Oklopnjače, grupa riba koje su dominirale većinom kasnog silura i glavninom devona, su također izumrle na kraju devona.
Gmazovi su se pojavili u razdoblju karbona. Anapsidni i sinapsidni gmazovi su bili česti tijekom kasnog paleozoika, dok su diapsidi postali dominantni tijekom mezozoika. U juri su se iz dinosaura razvile ptice. Izumiranje dinosaura na kraju krede je omogućilo širenje sisavaca, koji su se razvili od terapsida, grupe sinapsidnih gmazova, tijekom kasnog trijasa. 

## Temeljni plan
Zajedničko porijeklo kralježnjaka podupire niz izvedenih (novih) zajedničkih temeljnih obilježja:
- višeslojna epiderma: epiderma se dijeli na više slojeva stanica. Kod kralježnjaka dolazi do tvorbe "kože" s više slojeva pripadajuće strukture kao ljuske, perje, krzno....
- neurokranij: mozak i veliki osjetilni organi zaštićeni su kapsulom.
- živčani kanal: embrionalna struktura od višepotentnih stanica, koje nastaju u ektodermu na granici između epidermalnog i neuralnog. Od tih stanica grade se, između ostalog, skeletne strukture lubanje, pigmentne, živčane stanice i niz drugih.
- placoden: zadebljanja embrionalnog epiderma. Stanice placoda su sudjeluju u gradnji živčanih organa
- labirintski organ: organ ravnoteže
- mozak: prednji dio živčanog kanala izdiferenciran je u višedijelni mozak.

## Smještanje u sistem
Kralježnjaci se smatraju sestrinskom skupinom bezlubanjaca. Vidjeti svitkovce. 

## Srodnički odnosi
Srodnički odnosi kralježnjaka su sporni. Trenutno, smatra se najvjerojatnijom hipoteza o sestrinskom odnosu između kružnoustih i čeljusnika. S druge strane, prema toj sistematici, sljepulje su sestrinska grupa prvim dvjema.
Sljepulje + (čeljusnici + kružnouste)
Ovaj sistem suprotan je staroj, "besčeljusnoj" hipotezi: prema njoj, podrazumijeva se sestrinski odnos između kružnoustih i sljepulja kao takson "besčeljustih", a čeljusnici nasuprot njima. Ovo se obrazlaže odsustvom čeljusti. To je, međutim, jedno od prvobitnih obilježja i zajedničko je za obje ove grupe i sve ostale životinje koje nemaju čeljust, prema tome, beznačajno je u određivanju srodnosti.
(Sljepulje + kružnouste) + čeljusnici

## Sistematika
- Kralježnjaci (Vertebrata) (54.115 vrsta)
  - Sljepulje (Myxini) (70 vrsta)
  - Paklare (Petromyzontida) (45 vrsta)
  - Pteraspidomorphi †
  - Anaspidia †
  - Thelodonti †
  - Osteostraci †
  - Čeljustouste (Gnathostomata) (54.000 vrsta)
    - Oklopnjače (Placodermi) †
    - Acanthodii †
    - Hrskavičnjače (Chondrichthyes) (970 vrsta)
    - Koštunjače (Osteichthyes) 
      - Zrakoperke (Actinopterygii) (27.000 vrsta)
      - Mesoperke (Sarcopterygii) (8 vrsta)

    - Kopneni kralježnjaci (Tetrapoda) 
      - Vodozemci (Amphibia) (6.200 Arten)
      - Amniota
        - Gmazovi (Reptilia) (8.000 vrsta) i Ptice (Aves) (9.000 vrsta)
        - Sisavci (Mammalia) (4.000 vrsta)